# Éditions Economica
Economica (revue) est aussi une revue d'économie
 (avril 2021).
Éditions Economica, est une maison d'édition française spécialisée dans les sujets économiques et stratégiques.
Basée à Paris, elle a été fondée en 1971 par Jean Pavlevski, agrégé d'économie et originaire de Macédoine.

## Sujets traités
- Économie
- Gestion
- Marketing
- Finance
- Publications du groupe X-Crise
- Stratégie militaire
- Histoire militaire

## Collections
- Bibliothèque d'économie internationale dirigée par Bernard Lassurdrie-Duchêne et Jean-Louis Mucchielli
- Gestion G dirigée par Yves Simon et Vincent Giard
- Techniques de gestion TG  dirigée par Yves Simon
- Stratégies & Doctrines dirigée par Vincent Desportes et Jean-Francois Phelizon
- Campagnes et Stratégies dirigée par Philippe Ricalens
- Bibliothèque Stratégique dirigée par Lucien Poirier et Hervé Coutau-Bégarie
- Guerres et Guerriers dirigée par le général Eric Bonnemaison
- Études politiques dirigée par Bastien François
- Politiques comparées dirigée par Jean-Michel De Waele, Michel Hastings et Daniel-Louis Seiler
- L'immobilier en perspectives[5] dirigée par Guy Marty

## Auteurs publiés
- Florin Aftalion
- Patrick Artus
- Philippe Askenazy
- Antoine Bailly
- Alain Barrère
- Jean-Pierre Bois
- Eric Bonnemaison
- Jean-Bernard Bosquet-Denis
- Henri Bourguinat
- Anton Brender
- Philippe Chalmin
- Yves Charpenel
- Denis Chemillier-Gendreau
- Etienne Collignon
- Gérard Conac
- Jérôme Cotillon
- Hervé Coutau-Bégarie
- Jean-Philippe Delsol
- William Edwards Deming
- Jacques Demorgon
- Frédéric Desportes
- Vincent Desportes
- Benoît Durieux
- Dominique Farale
- Louis Favoreu
- David Fayon
- Robert Ferras
- Gilbert Forray
- Loup Francart
- Serge Gadal
- Thierry Garcin
- Guy Gay-Para
- François Géré
- Michel Germain
- Vincent Giard
- Jean-Pierre Giran
- Jean-Marie Gogue
- Christian Gouriéroux
- Michel Goya
- Yves Gras
- Pierre-Yves Hénin
- Michel Herland
- Claude Huan
- Stéphane Jacquot
- Isaac Joseph
- Edmond Jouve
- Pierre-Patrick Kaltenbach
- Hanspeter Kriesi
- Gérard Lafay
- Pierre Laffitte
- Laurence Lazerges-Cousquer
- Alain Leroux
- Thierry Libaert
- Jean Lopez
- François Luchaire
- Marcel Merle
- Alain Monfort
- Pierre-Alain Muet
- Erik Neveu
- Yves Pélicier
- Jean-François Phélizon
- Loïc Philip
- William Phillips
- Henri Pigaillem
- Lucien Poirier
- Denise Pumain
- Dominique Raimbourg
- Pierre Razoux
- René Rémond
- Gabriel Robin
- Marc Rousset
- Dominique Roux
- Jean-Charles Sabria
- Bernard Salanié
- Dominique Sewane
- Bruno Tertrais
- Maurice Testard
- Jean-Pierre Thiollet
- Françoise Thom
- Guy Thuillier
- André Torre
- Jean-Pierre Vesperini
- Maurice Vincent
- Michel Volle
- Philippe Zaouati